# 割野 (新潟市)
割野（わりの）は、新潟県新潟市江南区の町字。郵便番号は950-0321。

## 概要
1901年（明治34年）から現在までの大字。小阿賀野川右岸に位置する。もとは江戸時代から1901年（明治34年）まであった割野村の区域の一部で、特産品にナシがある。

### 隣接する町字
北から東回り順に、以下の町字と隣接する。
- 茅野山
- 二本木
- 嘉瀬
- 亀田早通

※小阿賀野川を挟んで秋葉区車場、市之瀬と隣接。

## 歴史

### 分立した町字
1901年（明治34年）以後に、以下の町字が分立。
両川（りょうかわ）
1989年（平成元年）から2002年（平成14年）の間に分立した町字。

### 年表
- 1901年（明治34年）11月1日 : 合併により両川村の大字となる。
- 1957年（昭和32年）5月3日 : 合併により新潟市の大字となる。
- 2007年（平成19年）4月1日 : 新潟市の政令指定都市移行により、江南区の大字となる。

## 世帯数と人口
2018年（平成30年）1月31日現在の世帯数と人口は以下の通りである。
| 大字 | 世帯数  | 人口  |
| ---- | ------- | ----- |
| 割野 | 257世帯 | 712人 |

## 小・中学校の学区
市立小・中学校に通う場合、学区は以下の通りとなる。
| 番地 | 小学校             | 中学校             |
| ---- | ------------------ | ------------------ |
| 全域 | 新潟市立両川小学校 | 新潟市立両川中学校 |

## 交通

### 交通
- 国道403号（新津バイパス）
- 新潟県道247号沢海酒屋線